# La Chapelle-sur-Chézy
La Chapelle-sur-Chézy là một xã ở tỉnh Aisne, vùng Hauts-de-France thuộc miền bắc nước Pháp.